# Pennellia parvifolia
Pennellia parvifolia är en korsblommig växtart som först beskrevs av Rodolfo Amando Philippi, och fick sitt nu gällande namn av Al-shehbaz och C. Donovan Bailey. Pennellia parvifolia ingår i släktet Pennellia och familjen korsblommiga växter. Inga underarter finns listade i Catalogue of Life.